# Amir Jadidi
Amir Jadidi (en persa: امیر جدیدی‎, Teherán, 21 de junio de 1984) es un actor iraní.

## Biografía
Con motivo de la muerte de la activista Sahar Jodayarí, que se inmoló en septiembre de 2019 tras conocer que podría ser condenada a seis meses de cárcel por intentar acceder a un partido de fútbol, el actor declaró su solidaridad.

## Filmografía
- Africa
- Pish az Tolou
- Thirteen
- End of Service
- A Dragon Arrives!
- Me
- Atoosa's Laghters
- Domestic Killer
- Phenomenon
- The lost Strait
- Cold Sweat
- Hattrick
- Day Zero (2019 film)
- Un héroe (2021)

## Premios
- Premio Crystal Simorgh como Mejor actor principal en el Festival Internacional de Cine de Fajr de 2018.
- Nominado al premio Crystal Simorgh como Mejor actor secundario Festival Internacional de Cine de Fajr de 2016.